# Francesco Bassano
Francesco Giambattista Dal Ponte, noto anche come Francesco Dal Ponte il Giovane e come Francesco Bassano il Giovane (Bassano del Grappa, 7 gennaio 1549 – Venezia, 4 luglio 1592), è stato un pittore italiano.

## Biografia
Primogenito di Jacopo Bassano e fratello maggiore di Leandro Bassano e Gerolamo Bassano, si formò nella bottega del padre. 
Trasferitosi a Venezia intorno al 1578, operò nel cantiere della ricostruzione di Palazzo Ducale. 
Ipocondriaco e incapace di affrontare la morte del padre, morì suicida nel 1592.

## Opere

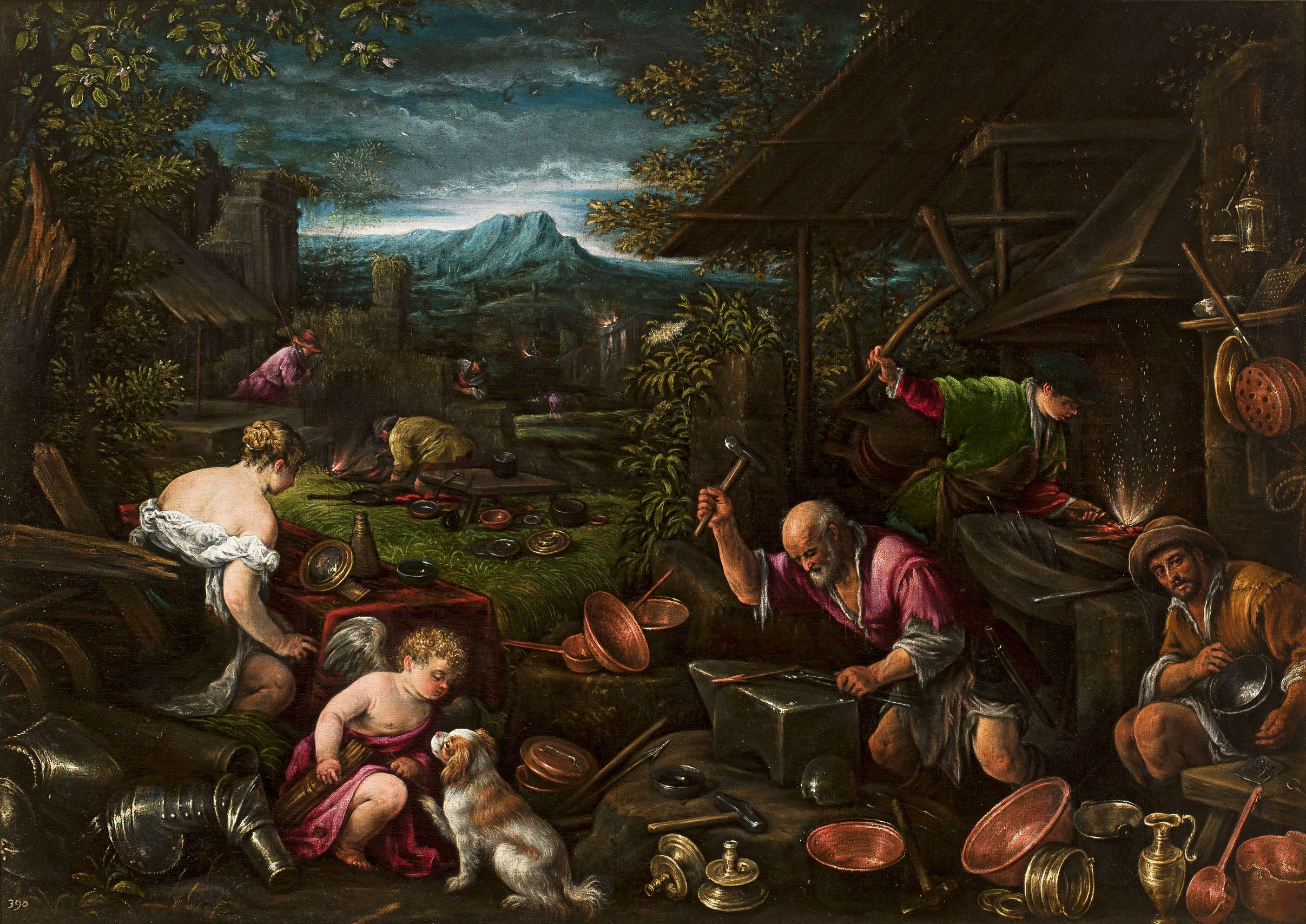
La fucina di Vulcano

- Insieme al padre realizzò e firmò nel 1574 La predica di san Paolo, per la chiesa di Sant'Antonio abate a Marostica, e nel 1577 la Circoncisione, per il duomo di Santa Maria in colle a Bassano del Grappa, conservato nel locale museo civico. Le sue opere trattano principalmente temi biblici.

- Nella Galleria dell'Accademia di belle arti di Napoli si conserva l'opera Cristo deriso, a lui attribuita, ma con riserva.[1]

- Nella chiesa di Santa Maria della presentazione del complesso delle Zitelle nell'isola veneziana della Giudecca, si conserva l'opera Presentazione di Maria al tempio con i donatori Bartolomeo Marchesi e la consorte Girolama Bonomo.

- A Roma sono conservati due suoi capolavori: la Trinità nella cappella della Santissima Trinità nella chiesa del Gesù e la Madonna Assunta, pala dell'altare maggiore della chiesa di San Luigi dei Francesi.
- Nella basilica di Santa Maria Maggiore di Bergamo la tela Ultima cena datata 1584-1586.[2]

- Nel Museo storico aloisiano di Castiglione delle Stiviere il dipinto Scena sacra.[3]